# شخص سيئ (أغنية)
«شخص سئ» (بالإنجليزية: Bad Guy) هي أغنية للمغنية-المؤلفة الأمريكية بيلي إيليش. أصدرت الشركتان: غرفة مظلمة، وإنترسكوب ريكوردز الأغنية كخامس أغنية منفردة من ألبومها الإستديو الأول عندما نغدو جميعا في نوم عميق، أين نذهب؟ في 29 مارس 2019. كتب الأغنية بيلي إيليش، وفينيس أوكونيل، وأنتجها فينيس أوكونيل.

## ريمكس جاستن بيبر
تم إصدار ريمكس للأغنية يضم المغن-المؤلف الكندي جاستن بيبر في 11 يوليو 2019. كتب الأغنية بيلي إيليش، وفينيس أوكونيل، وجاسون بويد، وجاستن بيبر، وأنتجها أيضا فينيس أوكونيل.